# Paul Weller
Paul Weller (nome artístico de John William Weller, nascido em 25 de maio de 1958 em Sheerwater, Surrey) é um cantor e compositor britânico.
Weller foi o líder e criador por trás de duas bandas de sucesso, The Jam e The Style Council, antes de dar início a uma bem-sucedida carreira solo. Ele é também a principal figura do mod revival do final dos anos 70, sendo por essa razão apelidado de Modfather.

## Discografia solo

### Álbuns

#### Estúdio
- Paul Weller - (1992)
- Wild Wood - (1993)
- Stanley Road - (1995)
- Heavy Soul - (1997)
- Heliocentric - (2000)
- Illumination - (2002)
- Studio 150 - (2004)
- As Is Now - (2005)
- 22 Dreams - (2008)
- Wake Up The Nation - (2010)
- Sonik Kicks - (2012)
- Saturns Pattern (2015)
- A Kind Revolution (2017)
- True Meanings (2018)

#### Ao Vivo
- Live Wood - (1994)
- Days Of Speed - (2001)
- Catch-Flame! - (2006)
- Other Aspects (2019)

#### Coletâneas
- Modern Classics - The Greatest Hits - (1998)
- Fly On The Wall - (2003)
- Hit Parade - (2006)

#### Relançamentos
- Stanley Road (10th Anniversary Edition) - (2005)
- Wild Wood (Deluxe Edition) - (2007)